# Luolajärvi (sjö, lat 69,65, long 28,89)
Luolajärvi är en sjö i Finland. Den ligger i kommunen Enare i landskapet Lappland, i den norra delen av landet, 1 100 km norr om huvudstaden Helsingfors. Luolajärvi ligger 85,2 meter över havet. Arean är 2,66 kvadratkilometer och strandlinjen är 22,89 kilometer lång. Sjön  ingår i Neidenälvens huvudavrinningsområde. 